# Savino Selo
Savino Selo (ćir.: Савино Село, mađ.: Torzsa, njem.:Torschau ) je naselje u općini Vrbas u Južnobačkom okrugu u Vojvodini.

## Stanovništvo
U naselju Savino Selo živi 3.351 stanovnik, od toga 2.526 punoljetna stanovnika, a prosječna starost stanovništva iznosi 37,3 godina (36,3 kod muškaraca i 38,3 kod žena). U naselju ima 1.073 domaćinsta, a prosječan broj članova po domaćinstvu je 3,12.
Prema popisu stanovništva iz 1991. godine u naselju je živjelo 3.592 stanovnika.
| Etnički sastav 2002. |            |        |
| Narod                | Stanovnika | %      |
| Crnogorci            | 1.280      | 38,19% |
| Srbi                 | 1.211      | 36,13% |
| Slovaci              | 166        | 4,95%  |
| Mađari               | 161        | 4,80%  |
| Hrvati               | 106        | 3,16%  |
| Rusini               | 74         | 2,20%  |
| Ukrajinci            | 65         | 1,93%  |
| Jugoslaveni          | 50         | 1,49%  |
| Muslimani            | 50         | 1,16%  |
| Makedonci            | 13         | 0,38%  |
| ostali               | 32         | 0,91%  |
| nepoznato            | 25         | 0,74%  |

| broj stanovnika | 4848  | 4437  | 4905  | 3856  | 3575  | 3592  | 3351  |
|                 | 1948. | 1953. | 1961. | 1971. | 1981. | 1991. | 2001. |

## Galerija
- Evangelička crkva
- Evangelička crkva
- Spomenik u Savinome Selu

## Vanjske poveznice
- Karte, udaljenonosti, vremenska prognoza  Arhivirana inačica izvorne stranice od 27. kolovoza 2009. (Wayback Machine)
- Satelitska snimka naselja  Arhivirana inačica izvorne stranice od 7. ožujka 2021. (Wayback Machine)